# Nemoleon lovenius
Nemoleon lovenius är en insektsart som först beskrevs av Navás 1928.  Nemoleon lovenius ingår i släktet Nemoleon och familjen myrlejonsländor. Inga underarter finns listade i Catalogue of Life.